# Astyanax orbignyanus
Astyanax orbignyanus är en fiskart som först beskrevs av Valenciennes, 1850.  Astyanax orbignyanus ingår i släktet Astyanax och familjen Characidae. Inga underarter finns listade.